# Флаг Науру

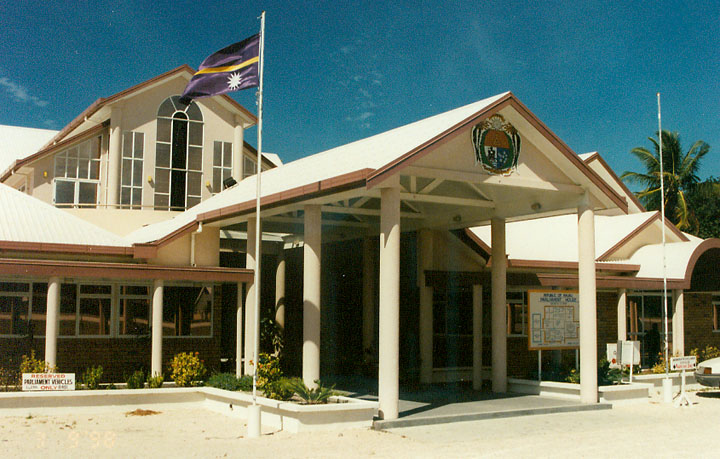
Флаг над Парламентом Науру

Государственный флаг Науру (наур. anidenin Naoero) изображён в виде горизонтальной жёлтой линии на синем фоне, пролегающей посередине и большой белой 12-конечной звезды под линией в левом углу.

## Описание и символика
Флаг отражает географическое положение страны.
Звезда обозначает местоположение острова в одном градусе к югу от экватора (жёлтая полоса шириной 1⁄12 длины флага), а разделение флага отсылает к легенде о том, что первые жители появились на земле с двух скал. 12 концов звезды символизируют 12 племён Науру:
- деибоэ
- эамвидамид
- эамвидара
- эамвид
- эамгум
- эано
- эмео
- эорару
- ируци
- ирува
- иви
- ранибок

Синий цвет обозначает Тихий океан, а белый цвет звезды символизирует фосфаты, являющиеся основным минеральным ресурсом острова.

## Разработка и принятие
Флаг был создан австралийским производителем флагов Evans. Официально принят 31 января 1968 года. В отличие от флагов других государств Океании (например Тувалу), флаг не вызвал особых споров.

## Цвета

Схема построения флага

| Схема       | Синий       | Желтый     | Белый       |
| ----------- | ----------- | ---------- | ----------- |
| Pantone     | 280 C       | 123 C      | -           |
| RGB         | 1-33-105    | 255-199-44 | 255-255-255 |
| Hexadecimal | #012169     | #FFC72C    | #FFFFFF     |
| CMYK        | 100-85-0-39 | 0-16-89-0  | 0-0-0-0     |

## Исторические флаги
| Флаг | Годы      | Использование                                                                     | Основная статья         |
| ---- | --------- | --------------------------------------------------------------------------------- | ----------------------- |
|      | 1888–1914 | Флаг, который использовался, когда остров был в составе Германской Новой Гвинеи.  | Германская Новая Гвинея |
|      | 1919–1948 | Флаг, который использовался, когда остров находился под контролем Великобритании. | Флаг Великобритании     |
|      | 1942–1945 | Флаг во время оккупации острова Японской империей.                                | Флаг Японии             |
|      | 1948–1968 | Флаг, который использовался, когда Науру был подопечной территорией ООН.          | Красный флаг Австралии  |